# Loch Skiach
Loch Skiach är en sjö i Storbritannien.   Den ligger i kommunen Perth and Kinross och riksdelen Skottland, i den norra delen av landet, 600 km norr om huvudstaden London. Loch Skiach ligger 449 meter över havet. I omgivningarna runt Loch Skiach växer i huvudsak blandskog.